# 朝鲜跳蛛
朝鲜跳蛛（学名：Salticus koreanus）为跳蛛科跳蛛属的动物。分布于朝鲜以及中国大陆的山东等地。该物种的模式产地在朝鲜。